# Sorex cinereus
Sorex cinereus är en däggdjursart som beskrevs av Kerr 1792. Sorex cinereus ingår i släktet Sorex och familjen näbbmöss. IUCN kategoriserar arten globalt som livskraftig. Artepitet cinereus i det vetenskapliga namnet är det latinska ordet för askgrå.

## Utseende
Denna näbbmus blir ungefär 10 cm lång, inklusive en cirka 4 cm lång svans. Den väger 2,5 till 4 g. Pälsen är på ovansidan brun och på undersidan ljusgrå. Vanligen är pälsen under vintern mörkare än på sommaren. Även svansen är brun på toppen och ljus på undersidan, förutom en svart spets.

## Utbredning och habitat
Arten förekommer i Kanada, med undantag av territoriet Nunavut, i Alaska och i USA söderut till norra New Mexico och till norra South Carolina. Näbbmusen föredrar lövskiktet i skogar men den hittas även i regioner med glest fördelad vegetation.

## Ekologi
Boet är vanligen en hålighet i jorden eller ett gömställe bland rötter. Födan utgörs främst av maskar, insekter och av andra ryggradslösa djur. Dessutom äter arten små ryggradsdjur, kadaver och sällan några frön eller svampar. Individerna är aktiva på dagen och på natten och de håller ingen vinterdvala. Liksom flera andra näbbmöss äter Sorex cinereus varje dag lika mycket föda som motsvarar näbbmusens vikt. Födan hittas oftast med hjälp av det utmärkta luktsinnet eller med hjälp av synen. Näbbmusen går vanligen på marken men kan klättra i den lägre växtligheten.
Mellan mars och september har honor vanligen två kullar, sällan tre. Dräktigheten varar cirka 18 dagar och sedan föds 2 till 10 ungar. De är vid födelsen 15 till 17 mm långa och väger 0,2 till 0,3 g. Ungefär tre veckor efter födelsen slutar honan med digivning. Ungarna blir könsmogna efter 20 till 26 veckor.
Många ungar dör innan de blir könsmogna. Bara i undantagsfall blir arten två år gammal. Sorex cinereus har många olika naturliga fiender som rovdjur, rovfåglar, ormar och även större näbbmöss som Blarina brevicauda.

## Underarter
Arten delas in i följande underarter:
- S. c. acadicus
- S. c. cinereus
- S. c. fontinalis
- S. c. hollisteri
- S. c. lesueurii
- S. c. miscix
- S. c. ohionensis
- S. c. streatori